# Hemisturmia brasiliensis
Hemisturmia brasiliensis är en tvåvingeart som beskrevs av Guimaraes 1983. Hemisturmia brasiliensis ingår i släktet Hemisturmia och familjen parasitflugor. Inga underarter finns listade i Catalogue of Life.